# マンチェスター市立美術館
マンチェスター市立美術館(Manchester Art Gallery)は、イングランド北西部の都市マンチェスターにある美術館である。ラファエル前派のコレクションで知られる。

## 所蔵作品
- ダンテ・ゲイブリエル・ロセッティ 『アスタルテ・シリアーカ』
- ローレンス・アルマ・タデマ 『銀色のお気に入り』
- ベン・ニコルソン "Au Chat Botte"
- クロード・ロラン 『金の子牛崇拝』

## ギャラリー

雇われ羊飼い（1851-2年・ウィリアム・ホルマン・ハント）
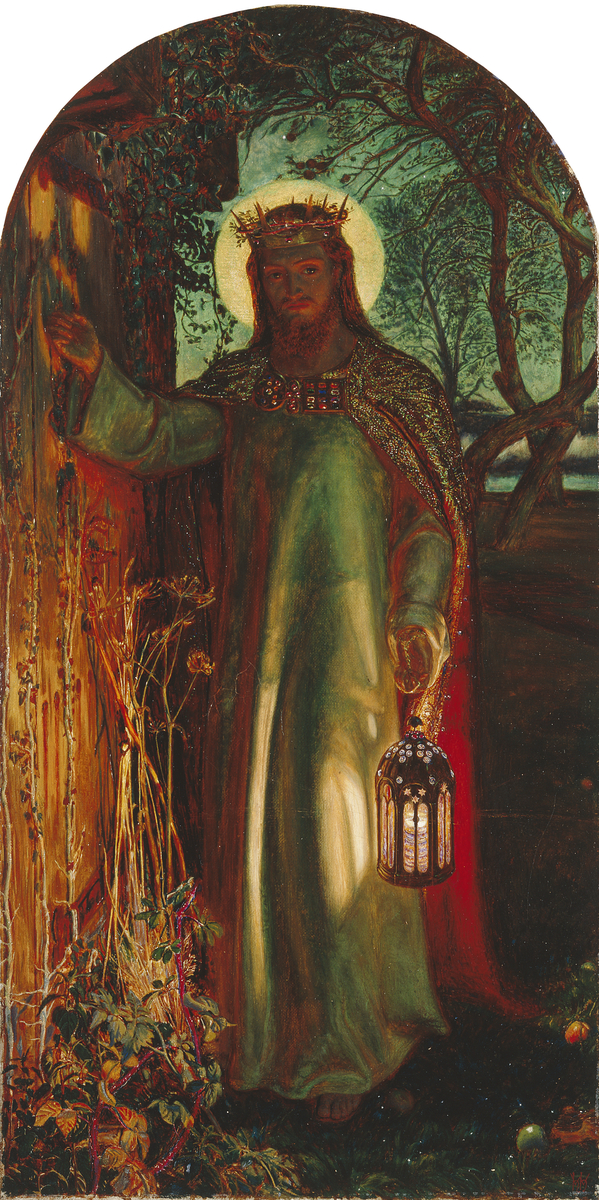
世の光（1853-4年頃・ウィリアム・ホルマン・ハント）
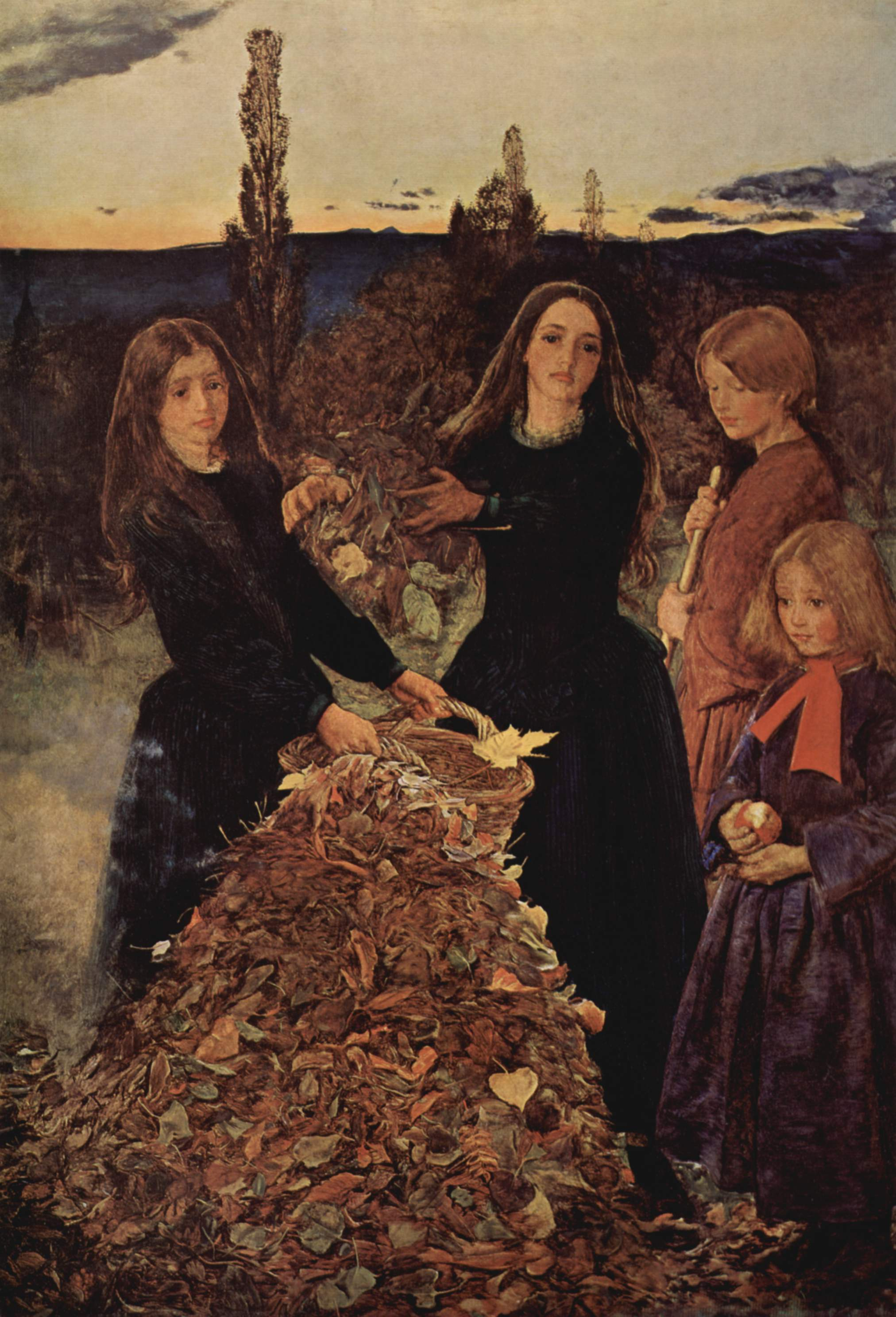
秋の落ち葉（1855-6年・ジョン・エヴァレット・ミレー）
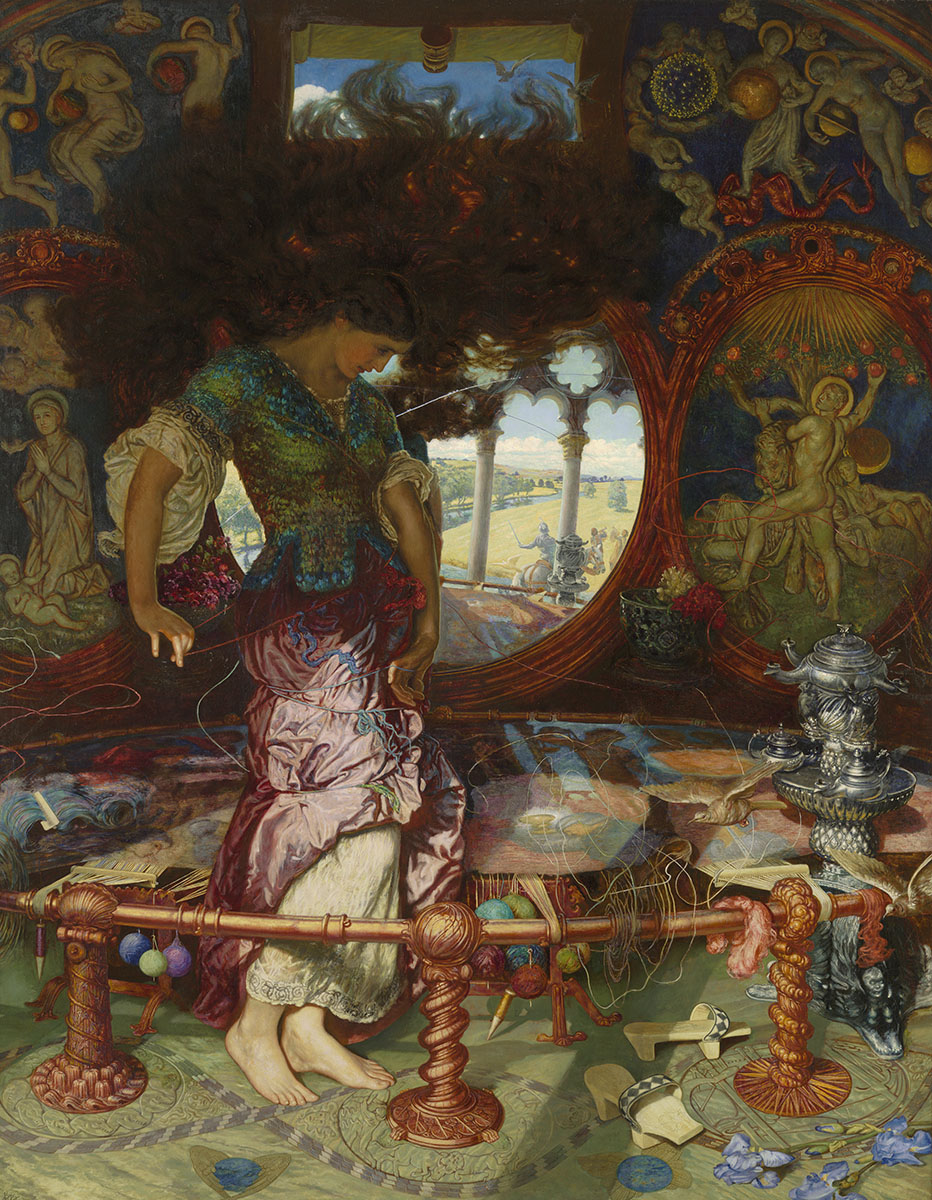
シャロットの女（1886-1905年頃・ウィリアム・ホルマン・ハント）
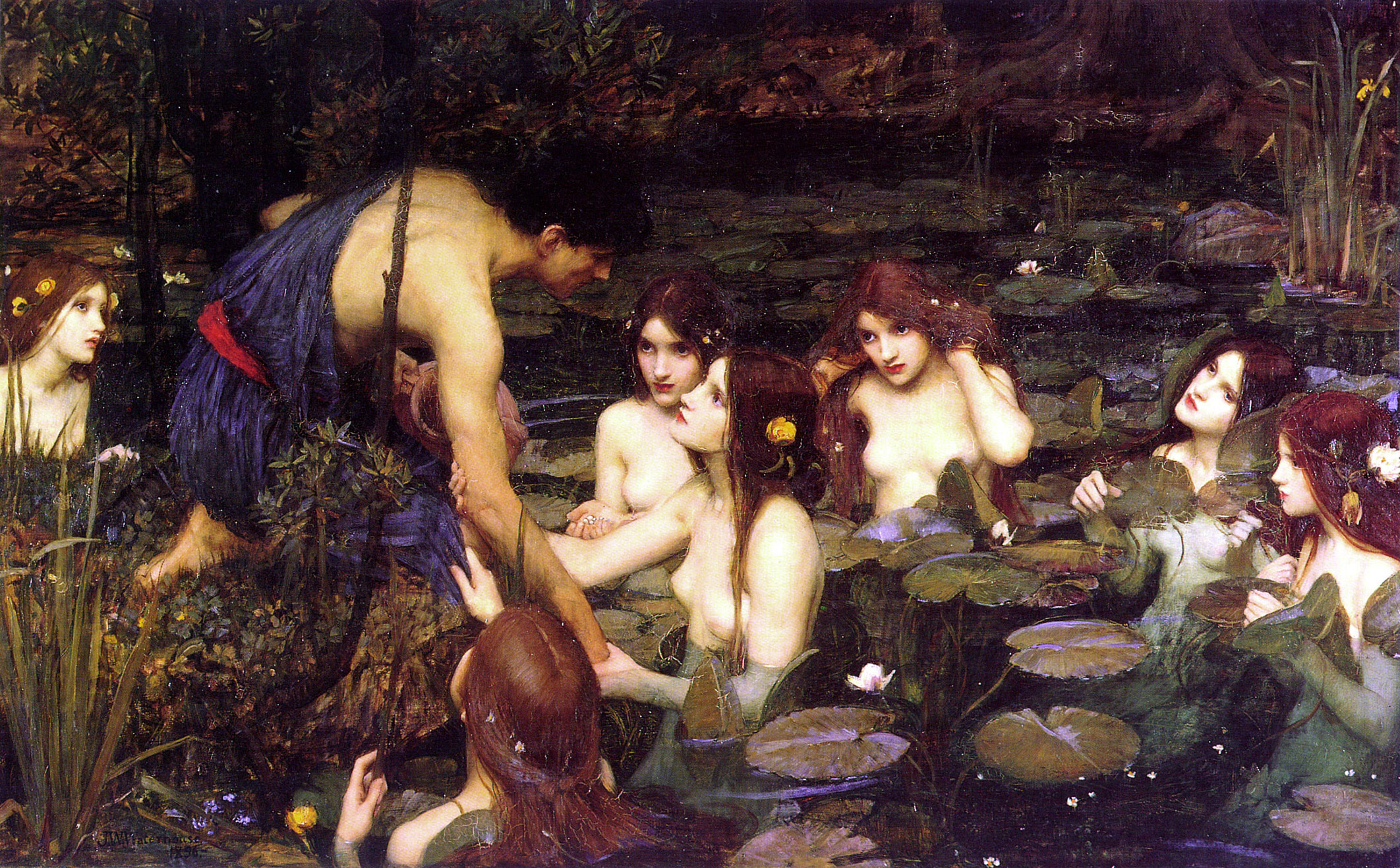
ヒュラスとニンフたち（1896年・ジョン・ウィリアム・ウォーターハウス）